# 40-es busz (Debrecen)
A debreceni 40-es autóbusz a Doberdó utcát és a Júlia-telepet kötötte össze. A vonalat a Hajdú Volán üzemeltette.

## Története
A vonal 2002. szeptember 30-án indult el a Doberdó utca és a Júlia-telep között. Utolsó üzemnapja 2009. június 30-a volt. Másnaptól összevonták a 23-as busszal.

## Útvonala
| Júlia-telep felé | Doberdó utca felé |
| --- | --- |
| Doberdó utca vá. Kartács utca - Dóczy József utca - Egyetem sugárút - Füredi út - Hadházi út - Nyíl utca - Attila tér - Kassai út - Sámsoni út - Lovas utca - Kard utca – Júlia-telep vá. | Júlia-telep vá. Kard utca - Diadal utca - Sámsoni út - Kassai út - Árpád tér - Nyíl utca - Hadházi út - Füredi út - Egyetem sugárút - Dóczy József utca - Kartács utca – Doberdó utca vá. |